# トップ精工
株式会社トップ精工（とっぷせいこう、英称:TOP SEIKO CO., LTD.）は、滋賀県長浜市に本社工場を置くセラミック・高融点金属の加工メーカーである。

## 沿革
- 2001年9月 - 代表取締役浅井要一が株式会社トップ精工を設立。
- 2002年3月 - 長浜市大辰巳町に工場を新築。
- 2008年10月- 長浜市細江町に本社工場を新築及び移転。